# ییبیا
ییبیا (به اسپانیایی: Llívia) یک برون‌بوم و درون‌بوم و برون‌بوم در اسپانیا است که در Cerdanya واقع شده‌است.

## خصوصیات
ییبیا ۱۲٫۸۳ کیلومترمربع مساحت و ۱٬۵۸۹ نفر جمعیت دارد و ۱٬۲۲۴ متر بالاتر از سطح دریا واقع شده‌است.